# Dawid Burluk
Dawid Dawidowicz Burluk (ur. 21 lipca 1882, chutor Siemirotowszczina koło Charkowa, zm. 15 stycznia 1967 w Nowym Jorku) – rosyjski malarz, pejzażysta, animalista i poeta ukraińskiego pochodzenia.  

## Życiorys
Jego rodzina wywodziła się z ukraińskich Kozaków i piastowali wysokie pozycje w Hetmanacie. Jego matka, Ludmiła Michniewicz, była z pochodzenia Białorusinką. Należał do artystycznej rodziny, zarówno Dawid, jak i jego pięcioro rodzeństwa przejawiali talenty plastyczne i literackie, co miało wpływ na jego przyszłą karierę, szczególnie w relacji do młodszego brata Władimira.  
Uczył się w Kazańskiej (1898–1899, 1901) i Odeskiej (1899–1900, 1909) Szkole Artystycznej, w Akademii Sztuk Pięknych w Monachium u Wilhelma von Dieza (1902–1903) w pracowni F. Cormona w Paryżu (1904), Moskiewskiej Szkole Malarstwa, Rzeźby i Architektury (1910–1914, wydalony wspólnie z Władimirem Majakowskim). Mieszkał w Petersburgu, Moskwie, Iglinie koło Ufy, W Japonii (od 1920 roku), następnie w USA. 
Inicjator założenia literacko-artystycznego ugrupowanie „Gileja” (1910). Jeden z organizatorów pierwszej wystawy pod nazwą „Walet Karowy” (Bubnowyj Walet, 1910), uczestnik wielu wystaw malarstwa nowoczesnego w Rosji: „Wianek” (1908, Kijów), Związku Artystów Rosyjskich (1906–1907), Związku Młodzieży (1911–1912) i za granicą, m.in. z grupą Der Blaue Reiter (1912, Monachium), „Szturm” (1910–1914, Berlin) i wielu innych. Miał wystawę indywidualną w Samarze (1917, z autorskim wstępem do katalogu) oraz liczne zagraniczne. Jeden z organizatorów ruchu futurystycznego. Współautor manifestu kubofuturyzmu Poszczoczina obszestwiennomu wkusu (1912), wydawca utworów W. W. Chlebnikowa. Przyjaciel i mentor Władimira Majakowskiego. Wspólnie z nim i W. Kamieńskim odbył podróż po Rosji, wygłaszając odczyty w obronie zasad awangardowej sztuki i poezji. 
Od 1920 na emigracji. W 1924 stał na czele utworzonej przez siebie w Stanach Zjednoczonych grupy artystów Amerykański LEF. W latach 1933–1966 wydawał pismo Color and Rhyme. 
Dawid Burluk był jednym z najwybitniejszych i najbardziej typowych przedstawicieli awangardy rosyjskiej lat 1905–1910. Burluk, bardzo energiczny, obdarzony nieprzeciętnymi zdolnościami, znalazł się w centrum najważniejszych wydarzeń życia artystycznego. Zadziwiająca jest wielostronność osobowości Burluka – poety, artysty, organizatora wystaw, uczestnika ostrych publicznych dyskusji. Współcześni uhonorowali go tytułem „ojca rosyjskiego futuryzmu”. Jednak mimo głośnej, niemal skandalicznej famy wichrzyciela i buntownika, własna twórczość Burluka nie była aż tak radykalnie nowatorska ani też burząca dawne tradycje malarskie. W szeregu wypadków chęć epatowania publiczności sprowadzała się do skomplikowanych pseudonaukowych tytułów obrazów. Natomiast w sumie malarstwo Burluka było dość spokojne i całkowicie mieściło się w nurcie rosyjskiego pejzażu lirycznego.

## Wybrane dzieła
- Rewolucja
- Propozycja ślubu
- Dzieci w Stalingradzie
- Oko Boga
- Kwiaty z morzem w tle